# Aartsbisdom La Plata

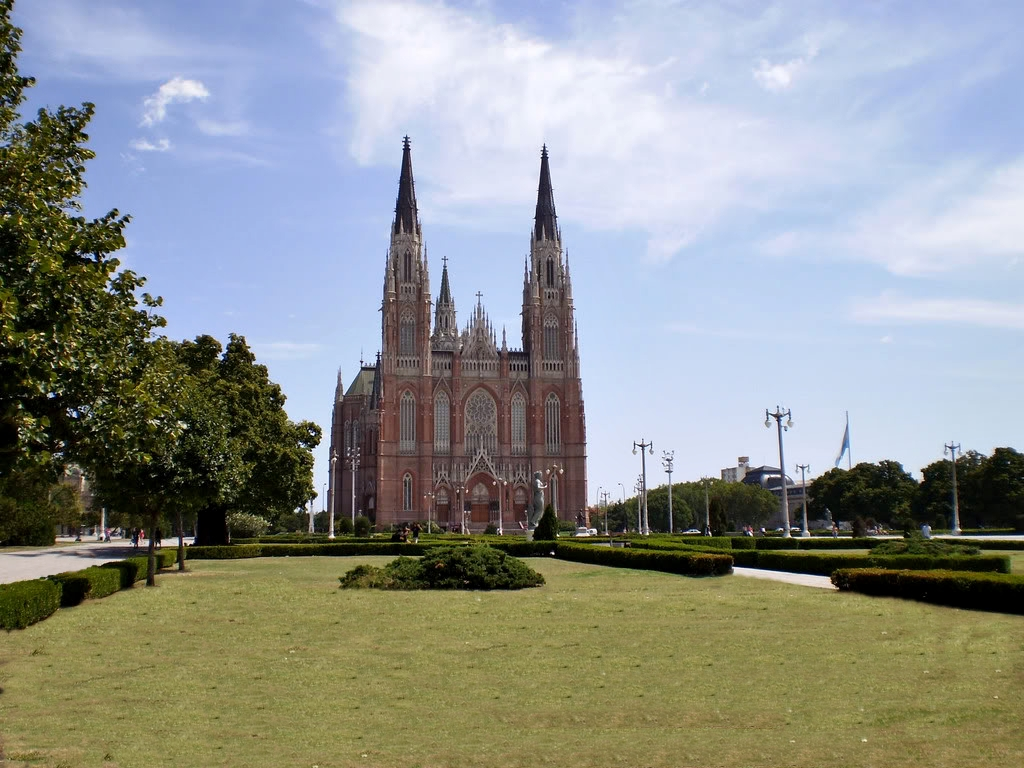
De kathedraal van La Plata

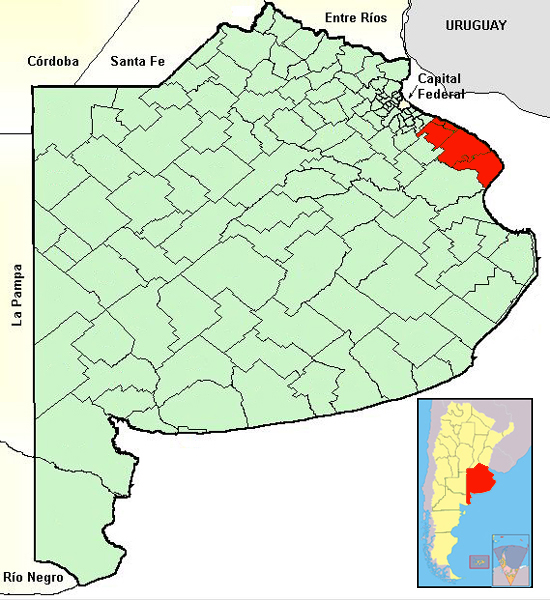
Het aartsbisdom (rood) binnen de provincie Buenos Aires

Het aartsbisdom La Plata (Latijn: Archidioecesis Platensis) is een rooms-katholiek aartsbisdom met als zetel La Plata in Argentinië.  
Het bisdom La Plata werd opgericht in 1897. In 1934 werd het verheven tot aartsbisdom.
De kerkprovincie La Plata bestaat verder uit drie suffragane bisdommen:
- Azul
- Chascomús
- Mar del Plata

In 2019 telde het aartsbisdom 75 parochies. Het aartsbisdom heeft een oppervlakte van 4.652 km² en telde in 2019 1.040.000 inwoners waarvan 86,4% rooms-katholiek was. 

## Aartsbisschoppen
- Francisco Alberti (1934-1938)
- Juan Pascual Chimento (1938-1946)
- Tomás Juan Carlos Solari (1948-1954)
- Antonio José Plaza (1955-1985)
- Antonio Quarracino (1985-1990)
- Carlos Walter Galán Barry (1991-2000)
- Héctor Rubén Aguer (2000-2018)
- Victor Manuel Fernández (2018-)

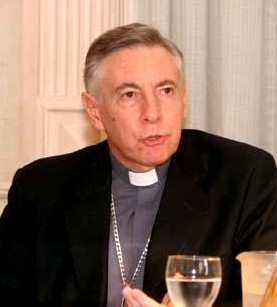
Héctor Rubén Aguer

La Plata (aartsbisdom) · Azul · Chascomús · Mar del Plata